# Soubor 54 skalních sklípků (Dubá)
Soubor 54 skalních sklípků v Dubé v okrese Česká Lípa v Libereckém kraji je od roku 2010 zapsaný jako kulturní památka v Ústředním seznamu nemovitých kulturních památek České republiky. Jedná se o unikátní soubor drobných hospodářských objektů z 19. století, vyznačujících se vysokou řemeslnou úrovní kameníků, kteří je zde vybudovali.

## Historie
Na Českolipsku, stejně jako na Mělnicku, v Českém ráji a v dalších oblastech České republiky, vyznačujících se podobnou geologickou stavbou, byl pískovec používán nejen jako stavební materiál nebo surovina pro sklářský průmysl, ale na mnoha místech byly přímo do skalního masívu tesány také různé hospodářské a dokonce i obytné prostory, a to zejména v období od období od 18. až do počátku 20. století. Sklípky byly obvykle hloubeny ve skále jako součást jednotlivých usedlostí, výskyt samostatných kompaktních souborů těchto drobných hospodářských objektů je poměrně vzácný. Soubor sklípků, který se dochoval v Dubé, je patrně nejpočetnějším a nejautentičtějším souborem svého druhu.
Skalní sklepy vytesali obyvatelé Dubé do pískovcového masivu na panských a obecních pozemcích pravděpodobně v první polovině 19. století. Jako přesnější důkaz může posloužit letopočet „1839“, vyrytý na stěně jednoho ze sklípků. Podle dobové dokumentace byly sklepy v letech 1843 až 1856 částečně odkoupeny spolu s přilehlými pozemky do soukromého vlastnictví.
Soubor 54 dubských sklípků byl prohlášen kulturní památkou 27. srpna 2010. V roce 2013 město nechalo zrekonstruovat sedm historických sklípků z 19. století, v následujících letech pak opravy pokračovaly.

## Popis
Památkově chráněný soubor se nachází na území města Dubá ve dvou lokalitách, konkrétně v ulicích Sadové a Jana Roháče. V ulici Jana Roháče, která vede ven z města jihovýchodním směrem, se sklípky nacházejí téměř mimo obytnou zástavbu. Zajímavostí je, že v této lokalitě byly sklípky vyhloubeny ve dvou úrovních nad sebou. V Sadové ulici, která od křižovatky s Českolipskou ulicí poblíž hotelu Slávie směřuje na východ k Nedamovu, tvoří řada sklípků souvislou linii na protější straně obytné zástavby. V první části Sadové ulice se jedná o souvislou řadu 34 sklípků, kterou pak doplňuje menší řada 6 sklípků. V ulici Jana Roháče je ve dvou úrovních umístěno 8 sklípků, druhou část pak tvoří dalších 7 sklípků. Sklípky se dochovaly ve své původní dispozici bez výraznějších novodobých zásahů.
Dubské sklípky mají zhruba shodné půdorysné řešení i technologii provedení. Vlastní skladové prostory, určené k uchovávání plodin a potravin, byly tesány přímo do skály a někdy byly rozšířeny o postranní výklenky. Některé sklepy jsou hluboké jen tři metry, větší dosahují hloubky až devíti metrů. Sklepy mají ve stropech větrací průduchy. Úzká vstupní chodba, procházející nezřídka méně soudržnými půdními či skalními vrstvami, je zpravidla opatřena valenou klenbou nebo alespoň zajištěna kamennými překlady z pískovcových bloků. Obzvláště pozoruhodné jsou některé vstupní portály sklípků, půlkruhově nebo segmentově zaklenuté, opatřené dekorativně tvarovaným ostěním. Jsou dokladem výtvarného citu, zručnosti a řemeslné úrovně dřívějších kameníků, stejně jako kvalita opracování vnitřních prostor sklípků.
Sklípky jsou ve vlastnictví města Dubá, které je pronajímá jednotlivým zájemcům, aby mohly být tyto historické objekty i nadále využívány ke svému původnímu účelu.

## Galerie

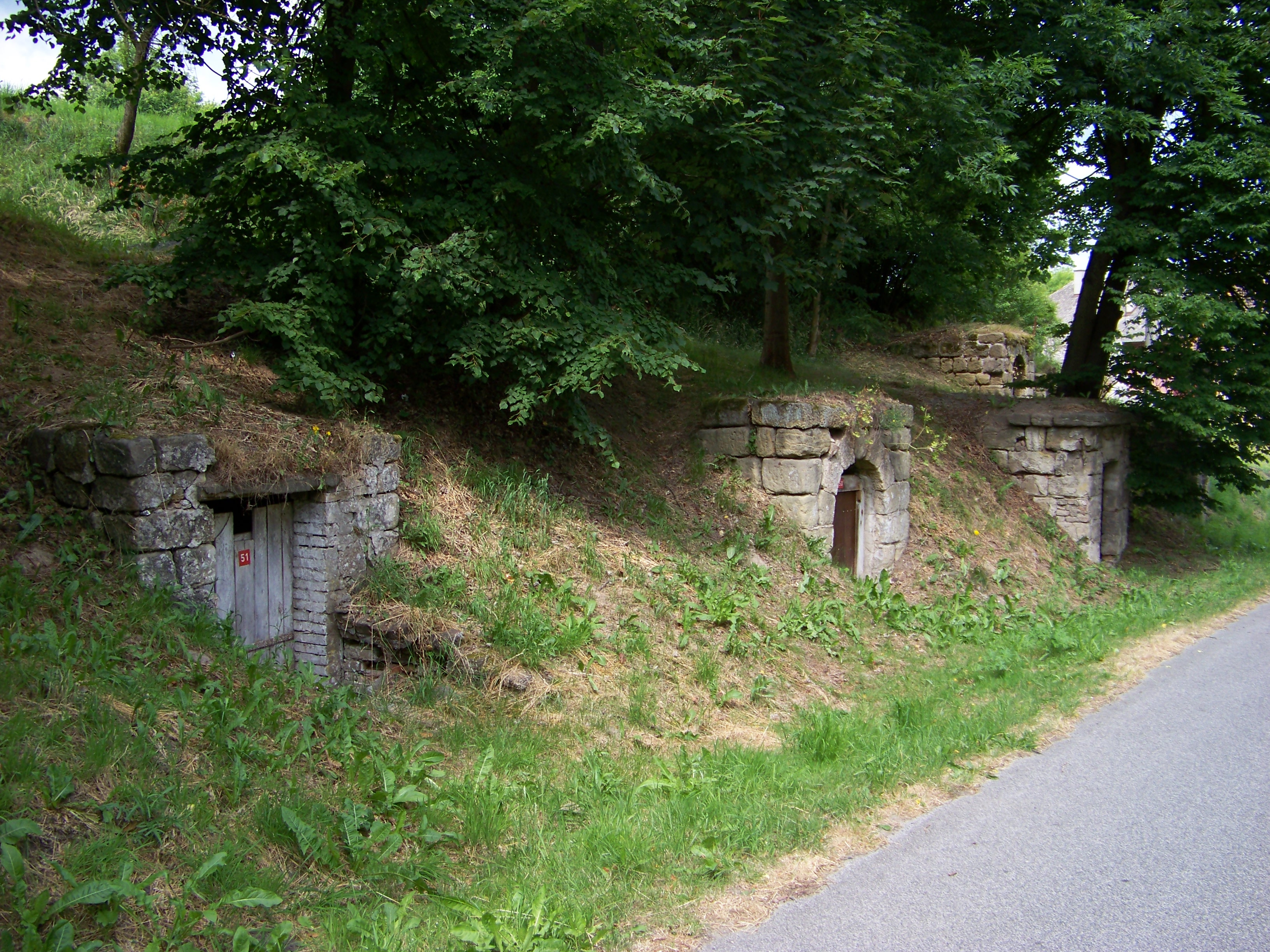
Sklípky č. 51, 50, 49 a 47 v ulici Jana Roháče
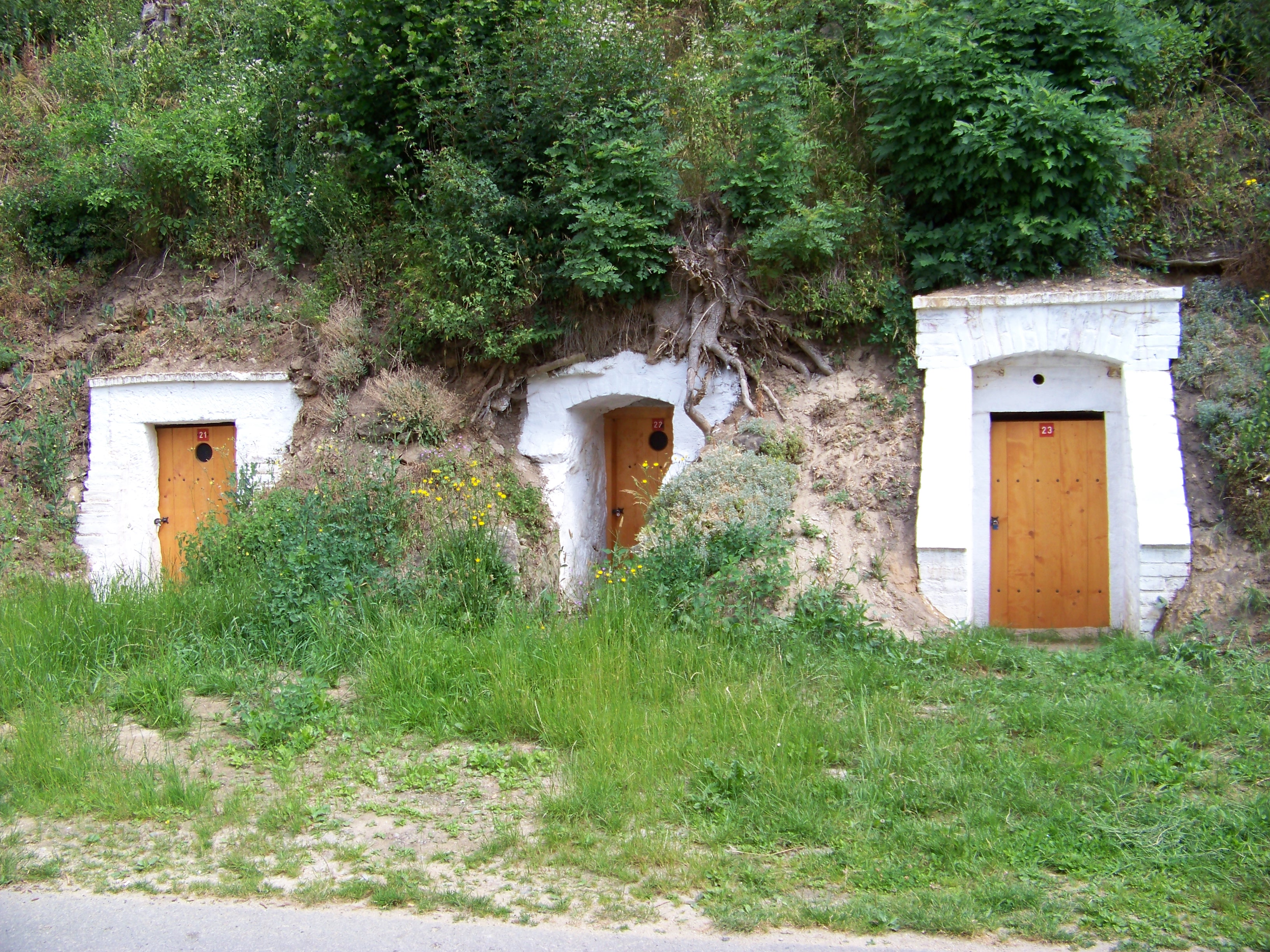
Opravené sklepy č. 21 až 23 v ulici Sadové
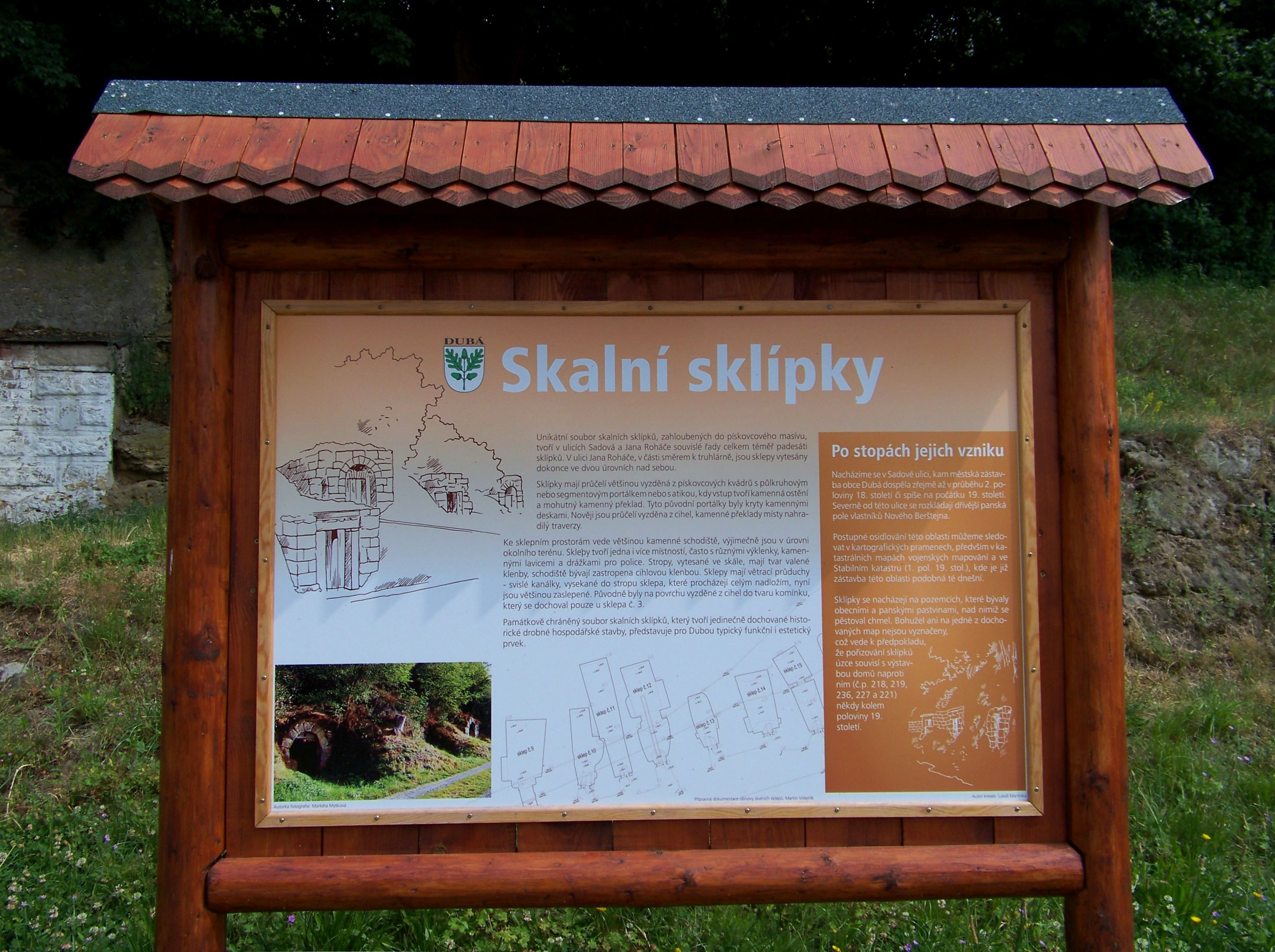
Informační tabule s popisem skalních sklípků
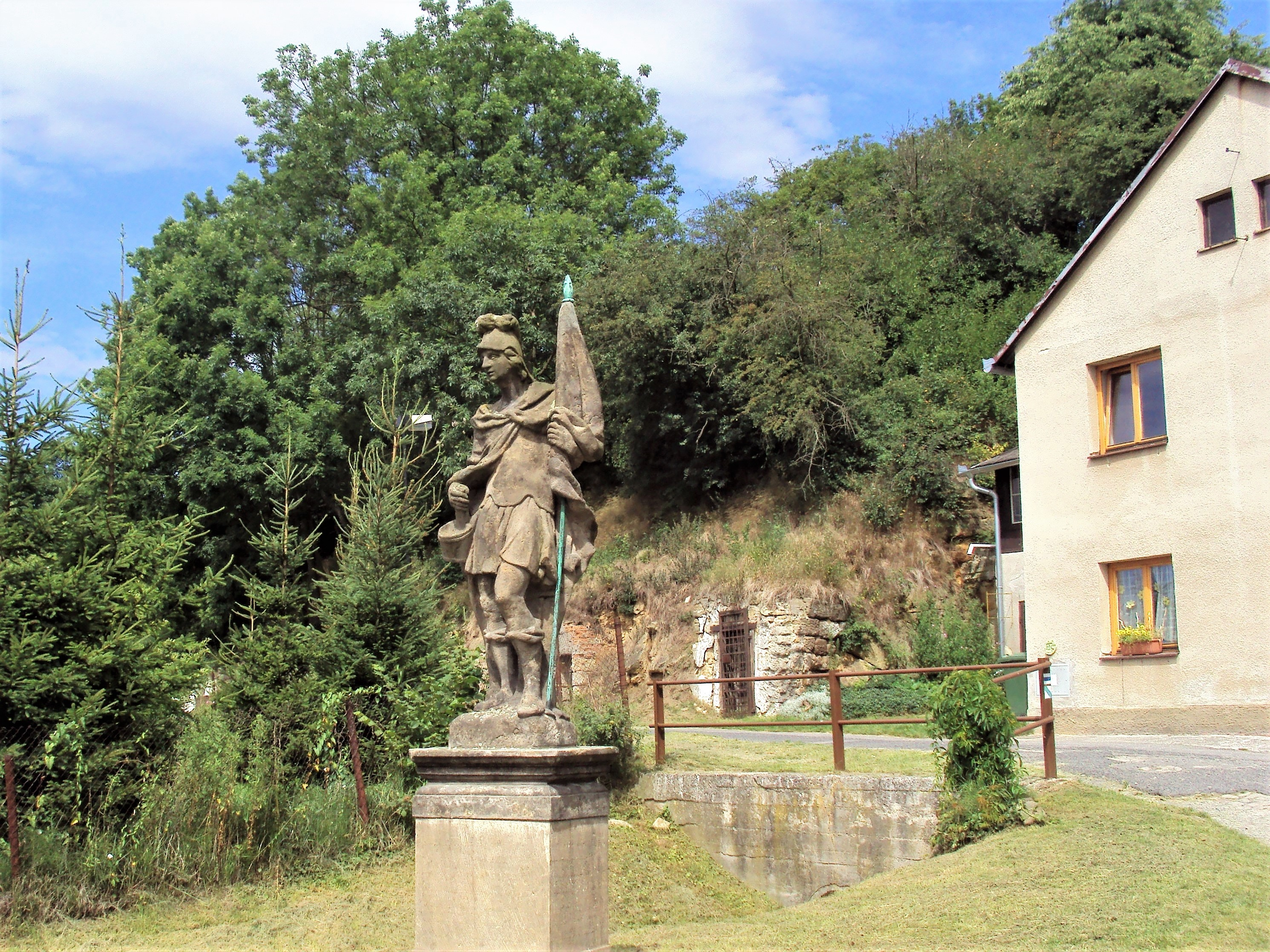
Sklípky na rohu ulic Sadové a Nedamovské
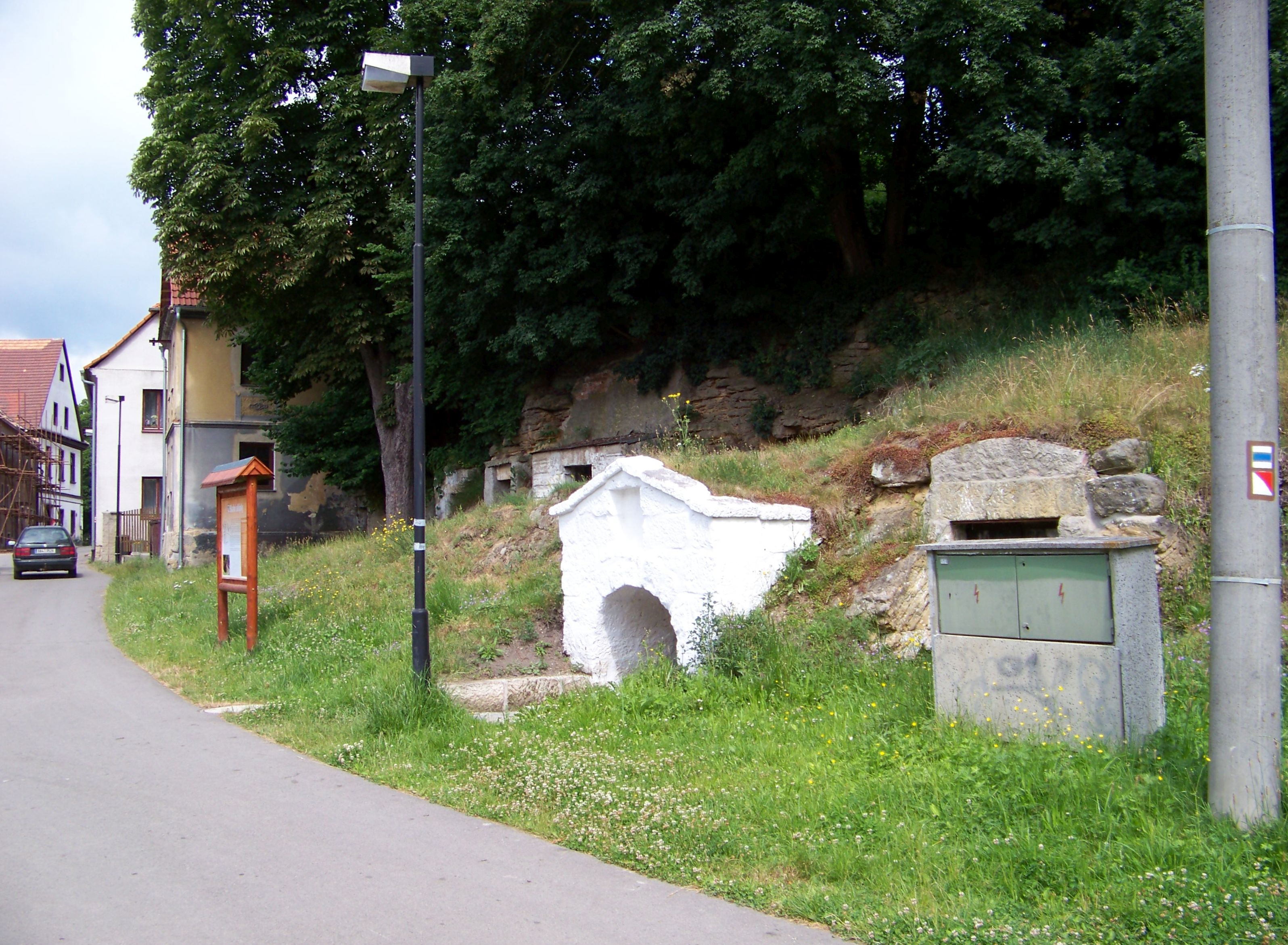
Sklepy v Sadové ulici blíže k centru města
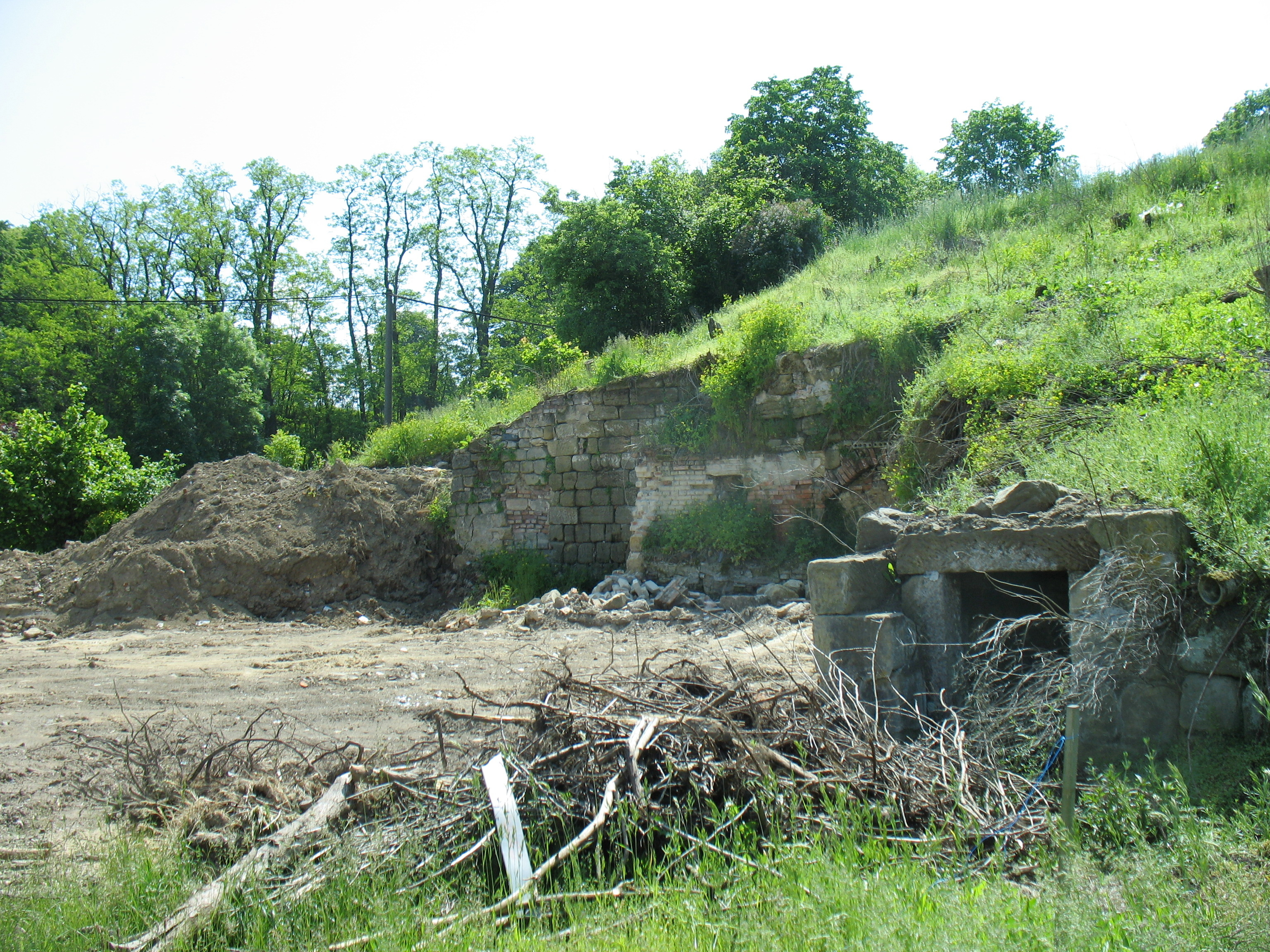
Zničené sklípky v ulici Jana Roháče (2021)